# Brian Mullooly
Brian Mullooly (irisch Brian Ó Maoluala, * 21. Februar 1935 in Strokestown, County Roscommon) ist ein ehemaliger Politiker der Fianna Fáil.

## Biografie
Mullooly war nach dem Schulbesuch am Summershill College in Sligo und dem Studium am St. Patricks Teacher Training College in Dublin als Lehrer tätig.
1981 wurde er als Kandidat der Irish Labour Party erstmals zum Mitglied in den Senat (Seanad Éireann) gewählt, trat jedoch 1982 der Fianna Fáil bei. Danach vertrat er im Senat bis 2002 die Interessen der Arbeiterschaft, den sogenannten Labour Panel. Vom 19. Juli 1995 bis zum 16. September Vizepräsident des Senats (Leas-Chathaoirleach) und war in dieser Funktion vom 12. November bis zum 27. November 1996 amtierender Senatspräsident.
Am 17. September 1997 wurde er schließlich Cathaoirleach und damit Präsident des Senats. Dieses Amt übte er bis zum 12. September 2002 aus und wurde darüber hinaus am 19. November 1997 Vorsitzender des Senatsausschusses für Mitgliederinteressen (Seanad Select Members Interest Committee).